# Лобановський Борис Борисович
Борис Борисович Ло́бановський (нар. 27 вересня 1926, Ленінград — пом. 20 серпня 2002, Баден-Баден, Німеччина) — український  мистецтвознавець, педагог, графік, художник монументального мистецтва; член Спілки радянських художників України з 1959 року. Батько мистецтвознавиці Ганни Лобановської.

## Біографія
Народився 27 вересня 1926 року в місті Ленінграді (нині Санкт-Петербург, Росія). Під час німецько-радянської війни брав участь в обороні міста, за що в червні 1943 року був нагороджений медаллю «За оборону Ленінграда», згодом —пам'ятним знаком «Жителю блокадного Ленінграда».
Упродовж 1946—1950 років навчався на факультеті історії та теорії мистецтва Інституту живопису, скульптури та архітектури імені Іллі Рєпіна Академії мистецтв СРСР, де його викладачами були Гущин Олександр Сергійович, Грімм Герман Германович,Пунін Микола Миколайович, Флітнер Наталія Давидівна. Одночасно з 1946 року брав участь в археологічних експедиціях Петра Єфименка.
У 1950 році переїхав до Києва. Викладав в училищі декоративно-ужиткового мистецтва; з 1955 року — у відділенні Московського заочного поліграфічного інституту; у 1975—1991 роках — в Інституті культури; з 1991 року — в Українській академії мистецтв. Одночасно працював редактором видавництва «Мистецтво» та з 1954 року — старшим науковим співробітником Інститут монументального живопису Академії архітектури Української РСР.
Жив у Києві, в будинку на вулиці Героїв Севастополя, потім на вулиці Курганівській. У 2001 році разом з дружиною виїхав до Німеччини. Помер 20 серпня 2002 року у Баден-Бадені. Похований на Баден-Баденському кладовищі.

## Дослідження, творчість
Працював в галузі мистецтвознавства та художньої критики. Наукові дослідження присвячені питанням монументального мистецтва, синтезу мистецтв. Автор статей про творчість бойчукістів, монументалістів 1960-х років.
1997 року на сторінках журналу «Візантійський ангел» № 3 був опублікований його аналітичний есей «Київські анахорети», присвячений його друзям художникам  андеграунду:   Валерію Ламаху, Вілену Барському,   Григорію Гавриленко,   Анатолію Сумару,  Флоріану Юр’єву. Публікація стала знаковою, своєрідним маніфестом покоління шістдесятників, про що зазначає у своїй статті донька мистецтвознавця.
Серед праць:
- монографія «Дмитро Михайлович Шавикін» (Київ, 1962);
- монографія «Василь Захарович Бородай» (Київ, 1964);
- монографія «Мозаїка, фреска» (Київ, 1966);
- «Григорій Гавриленко» (Київ, 1968);
- «На скелях та в глибині печер: Бесіди про походження мистецтва і пам'ятки кам'яного віку» (Київ, 1971);
- «Мистецтво стародавнього Єгипту» (Київ, 1972);
- «Онуфрій Бізюков: нарис про життя і творчість» (Київ, 1977);
- «Книга для читання з українського мистецтва» (Київ, 1978);
- «Михайло Грицюк» (Київ, 1982, співавтор С. Гурок);
- «Українське мистецтво другої половини ХІХ — початку ХХ століття». (Київ, 1989, співавтор);
- «Проблеми, матеріали і силуети майстрів українського мистецтва» (Київ, 1990);
- «Реалізм та соціалістичний реалізм в українському живописі радянського часу» (Київ, 1998).

Брав участь у колективних працях:
- альбом «Український радянський живопис» (Київ, 1957, разом з Анатолієм Шпаковим);
- альбом «Українське народне мистецтво. Вбрання» (Київ, 1961);
- «Нариси з історії українського мистецтва» (Київ, 1966);
- розділи у книзі «Історія українського мистецтва» (1968, томи 5—6, разом з Іваном Вроною).
- путівник «Kiev. Arhitectural landmarks and Art muzeums» (Ленинград, 1987).

образотворче мистецтво
- серії езотеричних та експресивних картин (темпера, гуаш, пастель), абстрактих колажів (усі — 1960-ті роки);
- мозаїчний ансамбль для Видубицького монастиря у Києві (мозаїчна ікона «Архангел Михаїл» для Михайлівської церкви; кольорові ескізи композицій «Чудо архангела Михаїла в Хонах», «Христос-архієрей», «Святий Георгій Переможець» в інтер'єрі Георгіївського собору; усі — 1998—2001, співавтор Р. Кириченко).

Брав участь у художніх виставках з 1991 року. Персональна виставка відбулася у Києві у 1993 році.
Автор сатиричних і ліричних віршів, поеми «Хіммерія».